# Fissistigma ellipticum
Fissistigma ellipticum là loài thực vật có hoa thuộc họ Na. Loài này được (King) Debika Mitra mô tả khoa học đầu tiên năm 1993.